# Sheldon Riley

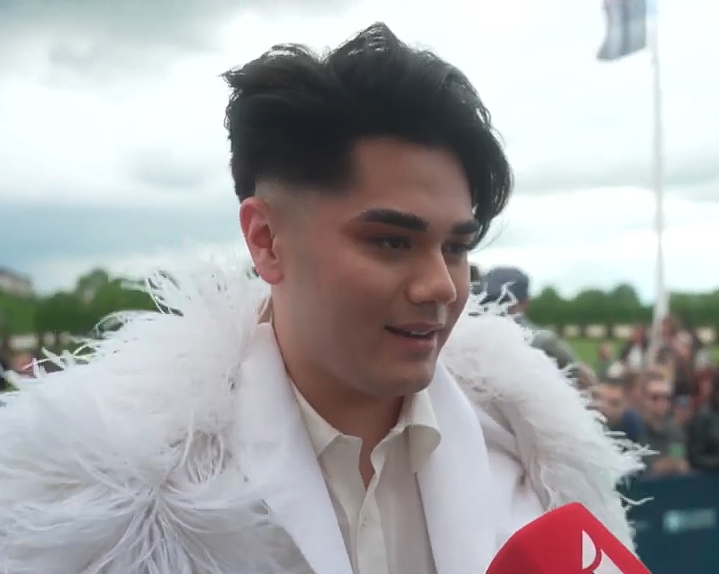
Sheldon Riley (2022)

Sheldon Riley Hernandez (* 14. März 1999 in Sydney, New South Wales) ist ein australischer Sänger, der sein Heimatland Australien mit dem Lied Not the Same beim Eurovision Song Contest 2022 in Italien vertrat.

## Leben
Sheldon Rileys Vater stammt von den Philippinen, seine Mutter hat schottisch-irische Wurzeln; er wuchs zusammen mit seiner Schwester in Sydney auf. Im Alter von sechs Jahren wurde bei ihm das Asperger-Syndrom, eine Form des Autismus, diagnostiziert.
Als er 10 Jahre alt war, schrieb er bereits erste Songs und erlernte das Klavierspielen. Auf diese Weise verarbeitete er auch das Mobbing von Seiten seiner Schulkameraden. Im Juni 2014 trat er an seiner Schule, der Palm Beach Currumbin State High School, in Little Shop of Horrors erstmals in einem Schultheater auf. Nur ein Jahr später, 2015, wurde Riley für seine Performance in 13 The Musical mit der Auszeichnung Best Actor in a Leading Role in a School/Youth Musical bei den Gold Coast Theatre Awards ausgezeichnet.
Sheldon Riley ist offen homosexuell und seit 2019 mit Zachery Tomlinson liiert. Er lebt heute in Melbourne.

## Werdegang
Sheldon wurde durch seine Teilnahmen bei verschiedenen Castingshows bekannt. 2016 nahm er an der achten Staffel von The X Factor-Australia teil. Er schied als Einzelkandidat im Bootcamp aus, aber erhielt das Angebot mit drei anderen ausgeschiedenen Teilnehmern als Boygroup weiterzukommen. Die neugegründete Band nannte sich Time and Place musste aber bereits in der ersten Liveshow den Wettbewerb verlassen.
Zwei Jahre später, im Jahr 2018, war er Kandidat in der siebten Staffel von The Voice-Australia. Diesmal war er erfolgreicher, da er es bis ins Finale schaffte, und im Juni 2019 den dritten Platz erreichte. Zuletzt nahm er 2020 in der 15. Staffel von America’s Got Talent teil, in der er im Viertelfinale ausschied. Wegen der Covid-19-Pandemie konnte er nicht in die Vereinigten Staaten reisen und absolvierte seine Auftritte im Luna Park in Sydney.
Im November 2021 wurde Riley einer der Kandidaten, die sich für die Teilnahme am Eurovision Song Contest bewarben. Mit 100 Punkten konnte er den australischen Vorentscheid am 26. Februar 2022 für sich entscheiden, obwohl er weder das Juryvoting noch das Televoting gewann.
Beim Eurovision Song Contest 2022 wurde er Zweiter im zweiten Halbfinale und durfte im Finale antreten, wo er den 15. Platz errang.

## Diskografie

### Singles
- 2018: Fire
- 2020: More Than I
- 2021: Left Broken
- 2021: AGAIN
- 2022: Not the Same
- 2022: Never Enough
- 2023: Insane

### Weitere Veröffentlichungen
- 2018: Believe (The Voice Australia 2018)
- 2018: Diamonds (The Voice Australia 2018) (mit Mikayla Jade)
- 2018: Creep (The Voice Australia 2018)
- 2018: Scars To Your Beautiful (The Voice Australia 2018)
- 2018: Born This Way (The Voice Australia 2018)
- 2018: Rise (The Voice Australia 2018)
- 2019: Frozen (The Voice Australia 2019)
- 2019: Call Out My Name (The Voice Australia 2019)
- 2019: Praying (The Voice Australia 2019) (mit Jordan Anthony)
- 2019: Everybody Wants To Rule The World (The Voice Australia 2019)
- 2019: 7 Rings (The Voice Australia 2019)
- 2019: The Show Must Go On (The Voice Australia 2019)